# Babes in Bagdad
Babes in Bagdad is een Brits-Spaans-Amerikaanse filmkomedie uit 1952 onder regie van Edgar G. Ulmer.

## Verhaal
In zijn harem heeft de kalief van Bagdad twaalf mooie vrouwen. Hij schenkt de meeste aandacht aan zijn lievelingsvrouw Zohara. De nieuwkomer Kyra is het daar grondig mee oneens. Door te pleiten voor gelijkheid van mannen en vrouwen brengt ze een opstand teweeg in de harem. Kyra wordt daarbij zelfs gesteund door Ezar, de peetzoon van de kalief.  

## Rolverdeling
| Acteur           | Personage |
| ---------------- | --------- |
| Paulette Goddard | Kyra      |
| Gypsy Rose Lee   | Zohara    |
| Richard Ney      | Ezar      |
| John Boles       | Hassan    |
| Thomas Gallagher | Sharkhan  |
| Sebastian Cabot  | Sinbad    |
| MacDonald Parke  | Kalief    |
| Natalie Benesh   | Zelika    |
| Hugh Dempster    | Omar      |
| Peter Bathurst   | Officier  |